# Doubtful Sound
A Doubtful Sound Új-Zéland legnagyobb fjordja az ország Déli-szigetén, a Fiordland Nemzeti Parkban, a Te Wahipounamu világörökségi területen, Southland régióban. Előkelő helyen szerepel a leghíresebb új-zélandi természeti látványosságok listáin a látványosabb és könnyebben megközelíthető, de kisebb Milford Sound mögött.

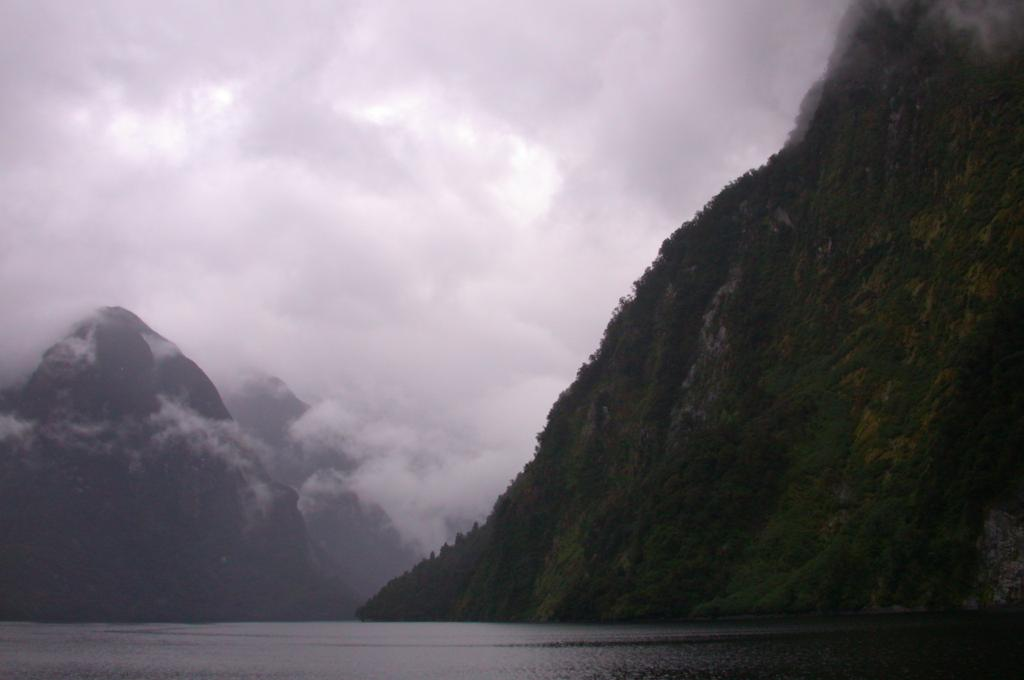
A Doubtful Sound látképe tipikus időjárásban

## Nevének eredete
A Doubtful Sound (magyarul „Kétséges szoros” vagy öböl) neve James Cook idejéből ered, aki 1770-ben járt erre és kétséges kikötőnek (Doubtful Harbour) nevezte el, mivel bizonytalannak tartotta, hogy vitorlával ki is lehet majd jönni a szűk öbölből.
1793-ban egy spanyol tudományos expedíció járt erre Alessandro Malaspina vezetésével, és gravitációs kísérleteket végzett inga segítségével, egy új mértékrendszer létrehozása érdekében. Az expedíció résztvevői, közöttük Felipe Bauzá y Cañas térképész, készítették el az első részletes térképet a fjordról és nevet adtak a különböző részeinek. Így alakult ki itt az Új-Zélandon egyedi, spanyol eredetű helységnevek csoportja (Febrero Point, Bauza Island, Nee Islets, Pendulo Reach, Malaspina Reach).

## Földrajza
A Doubtful Sound, az új-zélandi fjordvidék legnagyobb fjordja egy hatalmas jégkorszaki gleccserrendszer maradványa. A fő ághoz délről három nagy gleccservölgy is csatlakozik, a First Arm, a Crooked Arm, és a Hall Arm. Egy északról érkező ág önálló „sound”-ként kapott nevet (Bradshaw Sound), csakúgy, mint az ugyaninnen a tenger felé haladó leágazás, a Thompson Sound, bár földrajzilag ezek mind egyetlen fjordrendszer részei. Az ősi jégfolyam több jelentős szigetet is hagyott a medrében, amelyeket nem tudott lekoptatni, hanem megkerült (Bauza-, Secretary-, Elisabeth-sziget).
A fjordrendszerben három jelentős állandó vízesés található a több száz időszaki és kisebb zuhatag mellett. Ezek a Browne Falls, a Helena Falls és a Lady Alice Falls. A Browne Falls egyes listák szerint a világ 10. legmagasabb vízesése, mivel egy 836 méter magasan fekvő tóból ered, de nem szabadeséssel hullik le, hanem a függőlegesen 836 métert vízszintesen 1130 méteres távolságon teszi meg, azaz esése csak 42 fokos, ezért kevésbé látványos.
A fjord legbelső szakaszának neve Deep Cove. Ide torkollik a közeli Manapouri-tó 850 MW beépített kapacitású vízerőművének két vízlevezető alagútja. A vízerőmű építése miatt építettek utat a fjord és a Manapouri-tó között, azonban a tavon már hajóval kell átkelni, hogy az ország úthálózatához csatlakozzunk. A turisták is csak egész napos, hajó-busz kombinált utazás révén érhetik el a fjordot a szárazföldről, ennek megfelelően sokkal kevesebben is látogatják, mint a Milford Soundot.

## Élővilága
Az új-zélandi Fiordland többi fjordjához hasonlóan a Doubtful Sound vize is határozottan rétegezett. A 6000 mm feletti csapadékból, a környező meredek hegyekről, rengeteg esővíz érkezik a fjordba, és sok növényi hulladékot is magával sodor. Emiatt a víz 2–10 méteres felső rétege hordalékban, barna festékanyagban gazdag, hideg édesvíz, a viszonylag melegebb tengervíz ez alatt foglal helyet. A világosság nehezen hatol át a felső rétegen, ezért az öböl vizében a fényviszonyok mélytengeri jellegűek. Ennek megfelelően számos olyan faj él itt 10 méter mélyen is, amelyek másutt szokásosan csak 30-40 méter mélyen találhatók meg, mint például a feketekorallok (Antipatharia fiordensis). Ez az érdekes élővilág így a nem-hivatásos könnyűbúvárok számára is elérhető. 
A fjord környéki meredek hegyoldalak sűrű erdeiben a déli bükkösök (Nothofagus) dominálnak. Az aljnövényzetben sok a páfrányféle, köztük az endemikus Blechnum discolor.
A Doubtful Sound vizében él a palackorrú delfinek legdélebbi populációja. Ez a mintegy 70 egyedből álló csoport több éves megfigyelések szerint soha nem hagyja el a fjordot és nagyon szoros közösségben él. Emellett élnek itt új-zélandi medvefókák, költ errefelé a fjordlandi pingvin és ritka bálnafajokat is megfigyeltek.

## Fordítás
- Ez a szócikk részben vagy egészben a Doubtful Sound című angol Wikipédia-szócikk ezen változatának fordításán alapul.  Az eredeti cikk szerkesztőit annak laptörténete sorolja fel. Ez a jelzés csupán a megfogalmazás eredetét és a szerzői jogokat jelzi, nem szolgál a cikkben szereplő információk forrásmegjelöléseként.